# چرخه ستاره‌یاب

یک چرخه ستاره‌یاب به زبان فارسی.

پلانیسفر (به انگلیسی: planisphere) یا چرخه ستاره‌یاب یک نقشه آسمان است که به صورت یک ابزار محاسبه آنالوگ ساخته شده‌است. از دو صفحه دایره‌ای قابل تنظیم تشکیل شده‌است که بر یک محور حرکت می‌کنند. با آن می‌توان ستاره‌های قابل دیدنی را که در زمان و تاریخ مشخصی از زمین قابل مشاهده هستند دید. از این وسیله برای یادگیری شناخت ستاره‌ها و صورت‌های فلکی استفاده می‌شود. اسطرلاب را می‌توان نسل پیشین چرخه‌های ستاره‌یاب امروزین دانست.

## روش کار
با نگاه به آسمان به نظر می‌رسد که ستارگان و سایر اجرام آسمانی همچون خورشید، ماه، سیارات و دنباله‌دارها در یک سطح به نام کره سماوی قرار دارند. کره سماوی به دو بخش بزرگ با نام‌های نیمکره شمالی و نیمکره جنوبی آسمان تقسیم می‌شود که فصل مشترک آن‌ها استوای سماوی است. از هر نقطه کره زمین که به آسمان نگاه کنیم چنین به نظر می‌رسد که همه آسمان در طول شبانه‌روز به حول یک نقطه در حال چرخش است. در نیمکره شمالی این نقطه همان قطب شمال سماوی است که عملاً خیلی به ستاره‌ای با نام جدی (ستاره قطبی) نزدیک است. حال اگر ما چرخه ستاره‌یاب را بچرخانیم در واقع تقلیدی از همین چرخش را به نمایش درآورده‌ایم.

## ویژگی‌ها

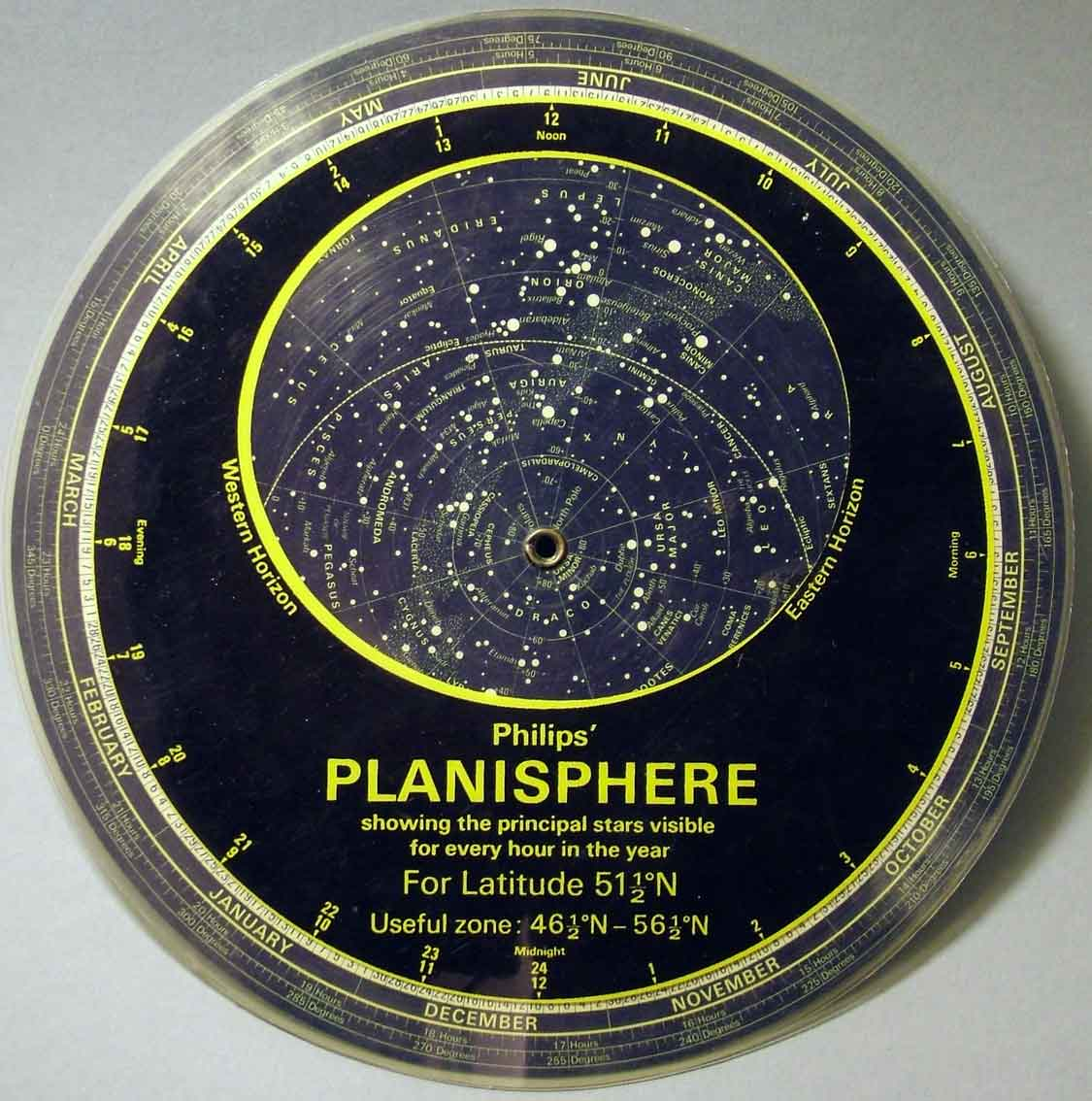
یک چرخه ستاره‌یاب پلاستیکی.

چرخه ستاره‌یاب شامل یک نقشه آسمان دایره‌ای است که یک پوشش دایره‌ای که قسمتی بیضی مانند از آن شفاف است دارد. با چرخاندن پوشش بالایی، تنها قسمتی از نقشه آسمان شب برای هر زمان خاص دیده می‌شود. نقشه آسمان و پوشش بالاب آن هر دو در یک محور به هم متصل هستند و به همین دلیل می‌توانند آزادانه روی هم حرکت کنند. نقشه آسمان شامل روشن‌ترین ستارگان، صورت‌های فلکی و اشیاء عمق آسمان (همچون کهکشان‌ها) است که از زمین دیده می‌شوند. آسمان شبی که یک شخص می‌بیند به بودن در نیمکره شمالی یا نیمکره جنوبی زمین و نیز عرض جغرافیایی او بستگی دارد. معمولاً چرخه‌های ستاره‌یاب را برای عرض‌های جغرافیایی خاصی می‌سازند که در محدوده‌ای از عرض‌های جغرافیایی قابل کاربرد است و کاربران تنها آن ستاره‌هایی را می‌بینند که از عرض جغرافیایی آن‌ها قابل دیدن است و ستاره‌های پایین‌تر از افق را نمی‌بینند.
در اطراف پوشش بالایی، ۲۴ ساعت را می‌توان مشاهده کرد و نیز افق‌های غرب و شرق نیز مشخص شده‌اند. در اطراف نقشه آسمان نیز می‌توان ۱۲ ماه و روزهایشان را دید. کاربر، نقشه آسمان و پوشش بالایش را به نحوی تغییر می‌دهد تا زمان (ساعت و دقیقه) پوشش بالایی با تاریخ (روز و ماه) مورد نظر خود روی نقشه آسمان با هم تنظیم شوند؛ در این حالت بیضی شفاف روی پوشش، نقشه آسمان متناظر با آن تاریخ و زمان را در عرض جغرافیایی مربوطه نشان می‌دهد (البته ممکن است تغییر کمی نیز وجود داشته باشد که به علت نگاشت آسمان کروی بر روی برگه تخت نقشه است). کاربر چرخه ستاره‌یاب را در همان جهت‌های افق شرق و غرب بالای سر خود گرفته و با مقایسه آن با ستاره‌های واقعی می‌توان نام ستاره‌ها، صورت‌های فلکی و اشیاء آسمانی را بداند.

## تاریخچه
واژه پلنیسفر (به زبان لاتین: planisferium) ابتدا در قرن دوم بدست بطلمیوس برای ارائه زمین کروی در یک نقشه مسطح بکار گرفته شد. در دوران رنسانس نیز از همین نام استفاده شد؛ به عنوان مثال، جراردوس مرکاتور نقشه‌ای که از جهان در سال ۱۵۶۹ میلادی کشید را پلنیسفر نامید.
در این نوشتار، منظور از پلنیسفر صفحه‌ای است که بیانگر کره سماوی شامل ستاره‌هاست. اولین نقشه آسمانی که با نام پلنیسفر نامیده شد در سال ۱۶۲۴ میلادی بدست جیکوب بارچ ساخته شد. جیکوب بارچ فرزندخوانده یوهانس کپلر کاشف قوانین کپلر بود.
این ابزار محاسباتی برای اولین در اوایل قرن یازدهم میلادی بدست منجم ایرانی، ابوریحان بیرونی توضیح داده شد.